# Бирн, Энтони
Энтони «Тони» Бирн (ирл. Anthony "Tony" Byrne; 6 июля 1930, Дроэда, Ирландия — 27 апреля 2013, Эдмонтон, Канада) — ирландский боксёр, бронзовый призёр летних Олимпийских игр в Мельбурне (1956).
Смог отправиться на летние Игры в Мельбурн (1956) только после проведения кампании по сбору средств «Отправить Бирна в Мельбурн», в ходе которой местные компании пожертвовали для боксера £653. На церемонии открытия Олимпиады нёс флаг своей страны и был капитаном сборной Ирландии боксу. В предварительных раундах победил соперников из Чехословакии и США, но в полуфинале уступил по очкам немцу Харри Куршату. Примечательно, что несколько месяцев спустя на турнире Ирландия-Англия в Королевском Альберт-Холле он победил чемпиона игр в Мельбурне британца Ричарда Мактаггарта.
В 1962 г. вместе с женой эмигрировал в Канаду. В 2006 г. в его родном городе в Ирландии был открыт памятник спортсмену.